# Bradly van Hoeven
Bradly van Hoeven (17 april 2000) is een Nederlands voetballer die als aanvaller voor FC Emmen speelt, dat hem huurt van Almere City FC.

## Carrière
Bradly van Hoeven speelde in de jeugd van Excelsior Maassluis en Sparta Rotterdam. Sinds 2018 speelde hij met Jong Sparta Rotterdam in de Tweede divisie. Hij debuteerde in het betaald voetbal voor Sparta op 1 april 2019, in de met 2-0 gewonnen wedstrijd tegen MVV Maastricht. Hij kwam in de 89e minuut in het veld voor Ragnar Ache. In 2020 werd hij voor één jaar verhuurd aan Go Ahead Eagles. Medio 2021 tekende hij een contract voor drie jaar bij Almere City FC. Op 1 februari 2024 werd van Hoeven voor het restant van het seizoen uitgeleend aan FC Emmen, dat met zijn komst meer mogelijkheden kreeg op de flanken.

### Statistieken

#### Beloften
| Seizoen                   | Club                  | Land      | Competitie     | Competitie | Competitie | Beker | Beker | Totaal | Totaal |
| Seizoen                   | Club                  | Land      | Competitie     | Wed.       | Dlp.       | Wed.  | Dlp.  | Wed.   | Dlp.   |
| ------------------------- | --------------------- | --------- | -------------- | ---------- | ---------- | ----- | ----- | ------ | ------ |
| 2018/19                   | Jong Sparta Rotterdam | Nederland | Tweede divisie | 19         | 5          | 0     | 0     | 19     | 5      |
| 2019/20                   | Jong Sparta Rotterdam | Nederland | Tweede divisie | 24         | 9          | 0     | 0     | 24     | 9      |
| Bijgewerkt op 3 juli 2021 |                       |           |                |            |            |       |       |        |        |

#### Senioren
| Seizoen                         | Club            | Land            | Competitie      | Competitie | Competitie | Beker | Beker | Totaal | Totaal |
| Seizoen                         | Club            | Land            | Competitie      | Wed.       | Dlp.       | Wed.  | Dlp.  | Wed.   | Dlp.   |
| ------------------------------- | --------------- | --------------- | --------------- | ---------- | ---------- | ----- | ----- | ------ | ------ |
| 2020/21                         | Go Ahead Eagles | Nederland       | Eerste divisie  | 33         | 8          | 2     | 1     | 35     | 9      |
| 2021/22                         | Almere City FC  | Nederland       | Eerste divisie  | 26         | 2          | 1     | 0     | 27     | 2      |
| 2022/23                         | Almere City FC  | Nederland       | Eerste divisie  | 2          | 0          | 0     | 0     | 2      | 0      |
| Totaal senioren                 | Totaal senioren | Totaal senioren | Totaal senioren | 61         | 10         | 3     | 1     | 63     | 11     |
| Carrièretotaal                  | Carrièretotaal  | Carrièretotaal  | Carrièretotaal  | 104        | 24         | 3     | 1     | 107    | 25     |
| Bijgewerkt op 18 september 2022 |                 |                 |                 |            |            |       |       |        |        |

## Interlandcarrière
Van Hoeven speelde van 2014 tot 2017 in de nationale jeugdelftallen (onder 15 tot en met onder 18).